# Torroella de Fluvià
Torroella de Fluvià ist eine katalanische Gemeinde in der Provinz Girona im Nordosten Spaniens. Sie liegt in der Comarca Alt Empordà.

## Lage und Klima
Der Ort liegt am Fluvià. Er ist nicht zu verwechseln mit dem etwa 15 Kilometer südöstlich liegenden Torroella de Montgrí, das am Ter liegt.

## Städtepartnerschaft
- Saint-Laurent-sur-Sèvre (Frankreich)